# أندريا بارغناني
أندريا بارغناني (بالإيطالية: Andrea Bargnani) وهو لاعب كُرة سلة إيطالي ولد في يوم 26 أكتوبر 1985 في مدينة روما عاصمة إيطاليا وهو يلعب حالياً مع نيويورك نيكس ولعب مع تورونتو رابتورز في الولايات المتحدة ولعب مع يونيفرسو تريفيزو في إيطاليا ولعب أيضاً مع منتخب إيطاليا لكرة السلة.

## روابط خارجية
- أندريا بارغناني على موقع الاتحاد الدولي لكرة السلة (الإنجليزية)
- أندريا بارغناني على موقع الدوري الأوروبي لكرة السلة (الإنجليزية)
- أندريا بارغناني على موقع إن بي أي (الإنجليزية)
- أندريا بارغناني على موقع سبورتس رفرنس (الإنجليزية)
- أندريا بارغناني على موقع الدوري الإسباني لكرة السلة (الإسبانية)
- أندريا بارغناني على موقع كرة السلة الأوروبية.كوم (الإنجليزية)
- أندريا بارغناني على موقع DraftExpress.com (الإنجليزية)
- أندريا بارغناني على موقع ريلجم (الإنجليزية)
- أندريا بارغناني على موقع بروبوليرز (الإنجليزية)
- أندريا بارغناني على موقع سبورتس رفرنس (الإنجليزية)